# Eremiaphila andresi
Eremiaphila andresi är en bönsyrseart som beskrevs av Werner 1910. Eremiaphila andresi ingår i släktet Eremiaphila och familjen Eremiaphilidae. Inga underarter finns listade i Catalogue of Life.